# Bannertail
Bannertail: The Story of a Graysquirrell (Cola de bandera: La historia de una ardilla gris en español) es una novela infantil escrita e ilustrada por Ernest Thompson Seton, publicada en 1922. Fue adaptada a una serie de televisión llamada Banner y Flappy.

## Argumento
Una cría de ardilla huérfana es adoptada por una gata de granja, pero después de un tiempo la granja se incendia, por lo que la gata y la ardilla (a quien la gata llama Banner) se separan. Banner se marcha al bosque, donde deberá sobrevivir y emprender una nueva vida. 

## Adaptación televisiva
En 1979 el estudio Nippon Animation produjo el anime Seton Dobutsuki Risu no Banna. La serie consta de 26 episodios. Ha sido traducida al inglés, al alemán como Puschel, das Eichhorn, al árabe, al afrikáans como Pokkel die eekhoring y al español como Banner y Flappy.